# محمد فرج أمين
محمد فرج أمين (16 فبراير 1975-) الملقب بالزبير زيد، هو مواطن ماليزي، وقيادي بارز في الجماعة الإسلامية في جنوب شرق آسيا التي كانت تابعة لتنظيم القاعدة حينها، وهو حاليًا معتقل من قِبل أمريكا في معتقل غوانتانامو في كوبا، وهو واحد من 14 معتقل احتُجزوا لمدة سنة في مواقع سوداء (سرية) تابعة للمخابرات المركزية الأمريكية.

يُوصف بأنه الساعد الأيمن لرضوان عصام الدين المعروف بالحنبلي زعيم الجماعة الإسلامية.
بحسب مجلة «التايم» أن محمد نظير بن لاب ورضوان عصام الدين ومحمد فرج أمين تم اعتقالهم معًا في وسط تايلاند في 11 أغسطس 2003 وتم احتجازهم لبعض الوقت  في المحيط الهندي في جزيرة دييغو غارسيا. ثم نقلوا إلى مواقع سرية تابعة للمخابرات المركزية الأمريكية، ثم تم نقل محمد  فرج أمين ومحمد نظير بن لاب إلى غوانتانامو، وكان نقله إلى غوانتانامو في 4 سبتمبر 2006.